# Nezařazené území
Nezařazené území je území, které není spravované vlastní lokální (obecní) samosprávou, ale je administračně zařazeno jako část většího celku jako je obec, farnost, okres, hrabství, město, kanton, federální stát, provincie nebo stát. Obec s vlastní samosprávou může být zrušena nebo změněna na nezařazené území např. z důvodu finanční insolvence a následně je odpovědnost přenesena na vyšší územní celek, což se stalo obci Cabazon v Kalifornii v roce 1972. V některých státech neexistují nezařazená území a území celého státu je rozčleněno do obcí (např. Francie, Brazílie).

## Podle zemí

### Austrálie
V Austrálii jsou nezařazená území místa, která nejsou pokryta obecními úřady. Obvykle se jedná o odlehlé oblasti, jež často zabírají rozlehlé území s minimálním osídlením. Podle jednotlivých států a teritorií se jedná o tato území:
- Severní teritorium – celkem 1,45 % rozlohy a 4 % obyvatel teritoria žije v nezařazených územích
  - Unincorporated Top End Region (největší Finniss-Mary), 19263,22 km²
  - Darwin Rates Act Area (East Arm), 52,15 km²
  - Nhulunbuy, 7,12 km²
  - Alyangula na ostrově Groote Eylandt, 2,10 km²
  - Yulara, 103,3 km²
- Jižní Austrálie
  - Outback Areas Community Development Trust – 60% území státu
- Nový Jižní Wales
  - Unincorporated Far West Region
  - Lord Howe Island
- Victoria – mnoho malých území, většinou lyžařských středisek a pobřežních ostrovů
  - lyžařská střediska: Falls Creek, Lake Mountain, Mount Baw Baw, Mount Buller, Mount Hothamesort, Mount Stirling
  - ostrovy: French, Sandstone, Elizabeth, Gabo, Lady Julia Percy

### Česko
V České republice se nacházejí čtyři vojenské újezdy, které nejsou součástí žádné obce. Jsou součástí krajů a jsou řízené újezdním úřadem, který podléhá Ministerstvu obrany. Tento stav byl kritizován jako protiústavní, protože podle čl. 99 ústavy se Česká republika člení na obce a kraje.
V situaci, kdy obec nemá vlastní samosprávu, ji spravuje státní úředník v pozici správce obce, obec jako právní subjekt a územně-správní celek však stále existuje.

### Kanada
V Kanadě jsou nezařazená území v závislosti na provincii různé velikosti od malých osad až po velké celky s městskou zástavbou. Příkladem takové městské zástavby jsou Fort McMurray spravovaný z Wood Buffala a Sherwood Park spravovaný ze Strathcony. V Britské Kolumbii je systém nezařazených území obdobný jako v USA.

### Spojené státy americké
Nezařazená území v USA jsou části okresů, které se nachází mimo území samosprávných obcí a jsou tak spravovány přímo okresem. Může se jednat jak o neobydlené oblasti, tak o zastavěná lidská sídla, nezřídka až do velikosti města, ve kterých však nebyla zřízena obecní samospráva.
Ve státech Connecticut, Massachusetts, New Jersey a Rhode Island se nenachází žádné nezařazené území, takže každá oblast těchto států je součástí některé z místních obcí. Nezařazená území ve státech New Hampshire, Pensylvánie a Vermontu mají minimální rozlohu. Naopak ve státech, jako je Nevada nebo Arizona, zabírají nezařazená území většinu rozlohy státu. V Texasu jsou nazařazená například některá předměstí Houstonu, urbanisticky plynule navazující na zástavbu vlastního města.